# 九嶋雄太
九嶋 雄太（くしま ゆうた、1992年1月28日 - ）は、日本の元子役である。

## 略歴
- 1998年から2001年までバラエティ等で活動していた。
- 2006年、第45回東京都中学校総合体育大会・柔道男子81kg級で第3位になった。
- 柔道の私塾である講道学舎に所属していた。

## 主な出演

### バラエティ
- やっぱりさんま大先生（1998年 - 1999年、フジテレビ） 
※1998年6月7日分の放送では、わんぱく相撲のインタビュアーを担当。
※1999年8月1日分の放送で水上運動会99では、全種目に参加している中、どんけつベースボールで優勝をした。

### テレビドラマ
- さわやか3組（2001年度、NHK教育） - 野本晋也 役

### CM
- OCL「まんてん先生のベストスクール」（1998年 - 1999年）